# جزیره سنگی مغان
سنگی مغان (به ترکی آذربایجانی: Səngi Muğan، روسی: Ostrov Svinoy)، یک جزیره در دریای کاسپین که در جنوب شهر باکو، پایتخت جمهوری آذربایجان واقع شده است.

## جغرافیا
این جزیره در جنوب مجمع‌الجزایر باکو و در ۱۶ کیلومتری ساحل قرار گرفته است. درازای این جزیره حدود ۱ کیلومتر و پهنای آن ۰.۶ کیلومتر است. اگرچه این جزیره از نظر جغرافیایی از باکو بسیار دور است، اما بخشی از مجمع‌الجزایر باکو به شمار می‌آید.
در این جزیره یک ایستگاه اتوماتیک برای نظارت بر آلودگی آب پیرامون وجود دارد.

## تاریخ
استپان رازین به‌همراه نیروهای کازاک خود ناوگان ارتش صفوی در این جزیره را در سال ۱۶۶۹ میلادی هم‌زمان با پادشاهی شاه سلیمان یکم از بین بردند. خلیج جنوبی این جزیره مکانی ایده‌آل برای باستان‌شناسی زیر آب است.